# Țepu
Țepu est une commune roumaine située dans le județ de Galați.